# Rock Springs (Nowy Meksyk)
Rock Springs – jednostka osadnicza w Stanach Zjednoczonych, w stanie Nowy Meksyk, w hrabstwie McKinley.